# Bol'šie Sludicy
Bol'šie Sludicy (in lingua russa Большиe Слудицы) è una città della Russia, sul fiume Oredež, nell'Oblast' di Leningrado.